# Kamenný jednoobloukový most (Prachatice)
Kamenný jednoobloukový most ve Starých Prachaticích se nachází na silnici III/14531 (Husinecké ulici), která spojuje město Prachatice s Husineckou přehradou. Překonává jednopruhovou asfaltovou místní komunikaci, která tvoří napojení Starých Prachatic na uvedenou silnici a je přístupná pouze dopravní obsluze. Most je chráněn jako kulturní památka.  Most je dlouhý 40 m a v době zápisu za kulturní památku měl nejvyšší oblouk z mostů tohoto typu na území okresu Prachatice.
V Památkovém katalogu je most pojmenován evidenčním číslem 14351-3, ve skutečnosti však most má číslo 14531-2, které je v Památkovém katalogu rovněž zmíněno. 